# 1. makedonska konjeniška brigada (NOVJ)
Za druge 1. brigade glejte 1. brigada.
1. makedonska konjeniška brigada (srbohrvaško 1. makedonska konjička brigada) je bila brigada v sestavi Narodnoosvobodilne vojske in partizanskih odredov Jugoslavije in ki je delovala med drugo svetovno vojno na področju Kraljevine Jugoslavije.

## Organizacija
- štab
- 3x divizion